# Tiffany Michelle

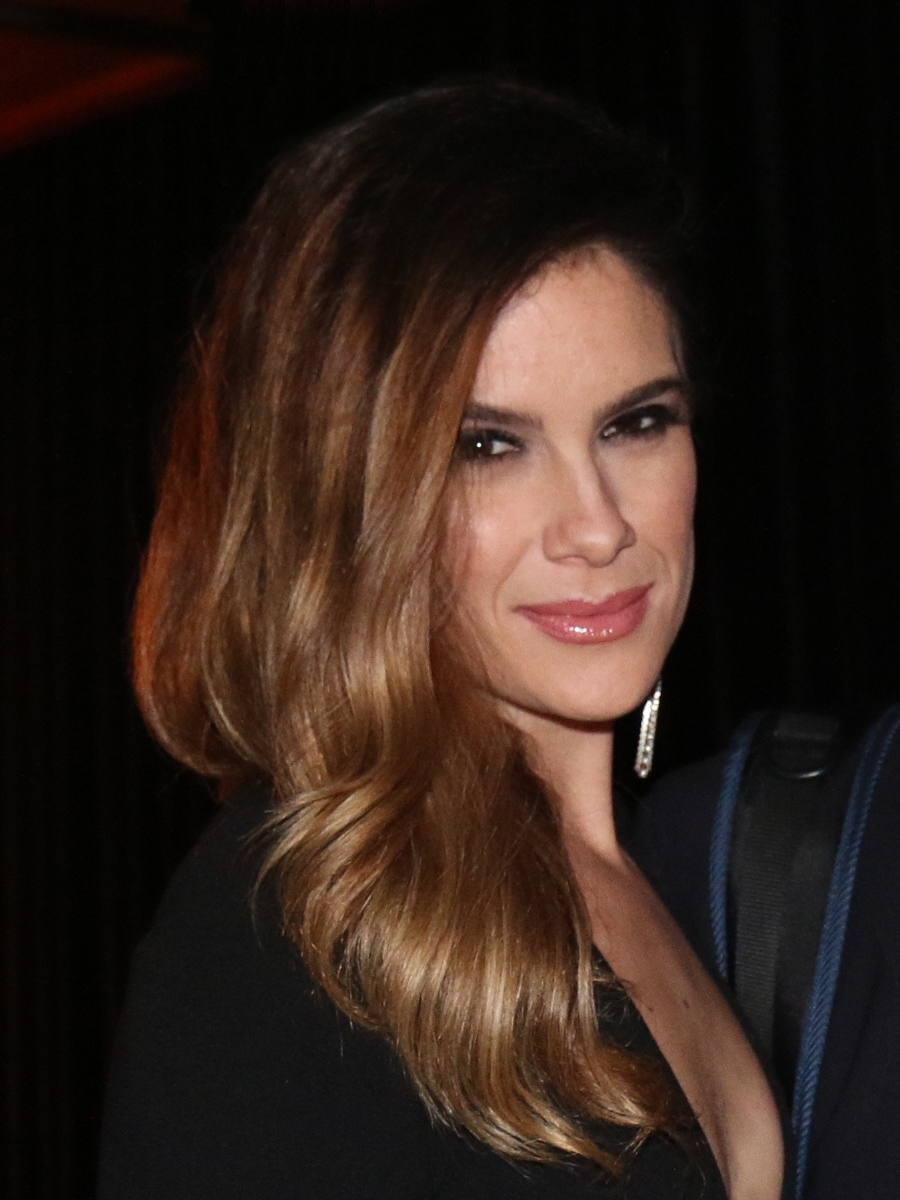
Tiffany Michelle (2015)

Tiffany Michelle (* 4. Juni 1984 in Los Angeles, Kalifornien) ist eine US-amerikanische Pokerspielerin, Schauspielerin und Fernsehmoderatorin.

## Leben

### Kindheit und Jugend
Michelle wuchs gemeinsam mit ihrem Zwillingsbruder in Los Angeles auf und wurde zu Hause unterrichtet. Bereits als Zehnjährige spielte sie professionell Theater und wurde zweimal in Folge als beste Jungschauspielerin für ihre Rollen in den Stücken Alice im Wunderland und Die Schöne und das Biest nominiert. Später nahm sie mehrfach an Schönheitswettbewerben teil und kam bei der Wahl zur Miss Teenage California in die Top 10. Auf dem College war sie Kapitän ihres Teams in Speech and Debate und erhielt Auszeichnungen in den Kategorien Prosa und Dramatische Interpretation.

### Ausbildung und Schauspielerei
Nach einem zweijährigen Theaterprojekt sowie einem Studium an der UCLA School of Theater, Film and Television in Los Angeles wagte Michelle den Sprung von der Theaterbühne zum Film. Sie spielte kleine Rollen in den Fernsehserien Emergency Room, Gilmore Girls, American Dreams und Nip/Tuck. Dennoch setzte sie ihre Theaterausbildung beim Speiser Sturges Acting Studio fort. Nach einer einjährigen Schauspielpause hatte sie 2012 Rollen in den Seifenopern Days of Our Lives und DeVanity. Zudem war sie am Drehbuch zum Kurzfilm Breaking Up & Away beteiligt, in dem sie auch eine Rolle übernahm. Ab 2014 übernahm sie in DeVanity mit der Rolle der Scarlett „Kane“ DeVanity eine der Hauptrollen und trug dazu bei, dass die Serie im selben Jahr in der Kategorie Beste Dramaserie für einen Emmy nominiert wurde.

### Poker
Michelle kam bei Schauspielpausen mit Poker in Berührung und war regelmäßig bei von Kollegen in Hollywood ausgetragenen Homegame-Runden dabei. Seit 2006 nimmt sie gelegentlich an renommierten Live-Turnieren teil. Zu dieser Zeit war Michelle Moderatorin beim Radiosender Sirius Satellite Radio, der live von der World Series of Poker berichtete. 2007 wurde sie die erste weibliche Moderatorin bei PokerNews und berichtete live von weltweiten Pokerturnieren.
Im Juli 2008 war sie erstmals bei der World Series of Poker (WSOP) im Rio All-Suite Hotel and Casino am Las Vegas Strip erfolgreich und erreichte beim Main Event der Variante No Limit Hold’em den siebten Turniertag. Dort schied Michelle als letzte Frau auf dem 17. Platz aus und erhielt dafür über 330.000 US-Dollar. Mitte September 2008 kam sie beim Main Event der World Poker Tour in Atlantic City ins Geld und belegte den mit 15.000 US-Dollar dotierten 46. Platz. Im November 2010 beendete die Amerikanerin das Main Event der Heartland Poker Tour in Mount Pleasant auf dem siebten Platz und erhielt knapp 20.000 US-Dollar. Ende Oktober 2022 gewann sie beim WSOP-Circuit in Lake Tahoe ihr erstes Live-Turnier und sicherte sich mehr als 11.500 US-Dollar sowie einen goldenen Circuitring.
Insgesamt hat sich Michelle mit Poker bei Live-Turnieren mehr als 400.000 US-Dollar erspielt. Sie trägt den Spitznamen Hot Chips, den sie aufgrund ihrer Chiptricks am Pokertisch erhielt.

### Persönliches
Michelle lebt in Las Vegas, Los Angeles und London. 2009 nahm sie gemeinsam mit der Pokerspielerin Maria Ho an der 15. Staffel der auf CBS ausgestrahlten Reality-Fernsehshow The Amazing Race teil, bei der ein Rennen um die Welt veranstaltet wird.